# پرویز دهداری
پرویز دهداری (۱۲ فروردین ۱۳۱۱ – ۳ آذر ۱۳۷۱) بازیکن و مربی فوتبال اهل ایران بود.
از وی دو فرزند به نام های شاهین و شیدا به جای مانده است و همسر وی نیز در سال ۱۳۸۲ در پی سرطان در گذشت. همه ساله مراسم بزرگداشت پرویز دهداری در شهر آبادان برگزار می‌شود و یک خیابان در شهر آبادان که استادیوم ورزشی تختی آبادان در آن قرار دارد به نام بلوار پرویز دهداری نامگذاری شده است. هم چنین به تازگی بلوار شرقی استادیوم آزادی در تهران نیز به نام ایشان نامگذاری شده است.
زمین چمن دانشگاه آزاد پل طالشان رشت نیز به نام ایشان نامگذاری شده است.

## اوایل زندگی
پرویز دهداری (نام خانوادگی ایشان در واقع دهداریان بود که به دهداری معروف شده بود) در سال ۱۳۱۲ خورشیدی در شیراز متولد شد. خانواده او اصالتاً اهل روستای گلدشت علیا واقع در ۳ کیلومتری مرودشت و مقیم آبادان بوده‌اند؛ که اندکی پیش از تولد وی مادر ایشان برای دیدار پدر خود به روستای گلدشت عزیمت می‌کند و ایشان در همان‌جا متولد می‌شود که مدتی پس از تولد وی به آبادان بازمی‌گردند. او در آبادان بزرگ شد و در همان‌جا به مدرسه رفت و فوتبال را آغاز کرد. او در اواخر دهه بیست به‌طور جدی به فوتبال پرداخت و ابتدا وارد باشگاه جم آبادان شد. در پی درخشش در بازی به تیم منتخب آبادان دعوت شد و از همان‌جا در مسابقات کشوری به تیم ملی رسید.

## فعالیت ورزشی
او در دوران بازیکنی ابتدا برای تیمهای جم آبادان و شاهین آبادان بازی می‌کرد. سپس به تیم شاهین تهران پیوست. در اولین دوره مسابقات جام باشگاه‌های فوتبال ایران در سال ۱۳۳۹ او با بازوبند کاپیتانی تیم شاهین آبادان موفق شد نخستین قهرمانی باشگاهی فوتبال در ایران را کسب نماید. پس از آن به تیم شاهین تهران پیوست.

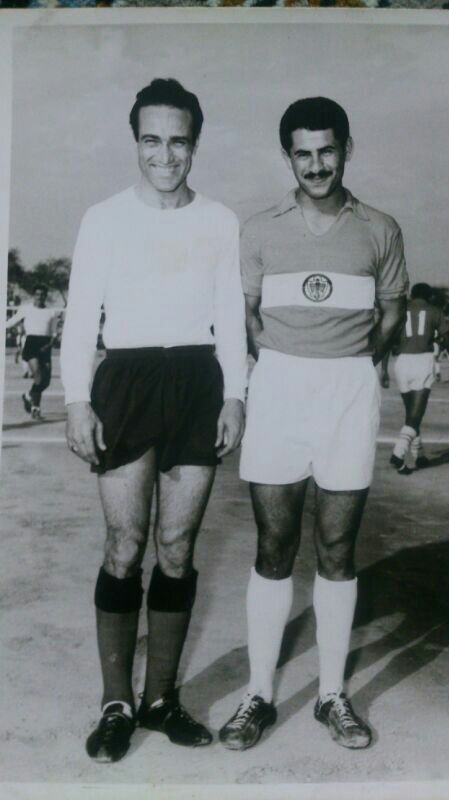
حبیب محقق زاده در کنار پرویز دهداری

## دوره مربیگری
تا زمان انحلال باشگاه شاهین در سال ۱۳۴۶ او با تیم شاهین تهران بود. سپس به پرسپولیس پیوست و مربیگری آن تیم را بر عهده گرفت. دهداری اولین مربی باشگاه پرسپولیس تهران بود. چندی پس از آن او به تیم بی ستاره گارد تهران رفت و نتایج درخشانی را با این تیم در لیگ تخت جمشید کسب نمود.
پرویز دهداری یک الگوی ورزشی و اخلاقی در ورزش ایران به حساب می‌آید. او در کسوت مربیگری بازیکنان زیادی از جمله احمدرضا عابدزاده، جواد زرینچه، صمد مرفاوی و سیروس قایقران را در فوتبال ایران تربیت کرد. او در سال ۱۳۵۰ در سن ۳۸ سالگی سرمربی تیم ملی شد و در بازیهای مقدماتی المپیک مونیخ با موفقیت توانست تیم ملی را به رقابت‌های المپیک برساند. اما پیش از مسابقات از سمت خود کناره‌گیری کرد. علت این استعفا اختلاف وی با محمد رنجبر دستیارش بود. او پس از ۱۴ سال مجدداً در بازی‌های آسیایی ۱۹۸۶ سئول و نیز جام ملت‌های آسیا ۱۹۸۸ هدایت تیم ملی را بر عهده داشت. در رقابت‌های اخیر ایران در نهایت با پیروزی برابر چین به مقام سومی رسید اما شبهاتی در مورد تبانی جهت نرسیدن ایران به فینال آن بازیها وجود دارد. ولی پیش از رقابت‌های مقدماتی جام جهانی ۱۹۹۰ از سمت خود استعفا کرد. او همچنین مدتی سرپرست باشگاه فوتبال صنعت نفت آبادان بود.
از حاشیه‌های دوران مربی گری او، استعفای ۱۴ نفر از بازیکنان تیم ملی، در هنگام برگزاری بازی‌های آسیایی ۱۹۸۶ به علت اختلافات با او و کادر فنی اش در تیم ملی، بود.
دهداری در دهه ۱۳۴۰ در کنار عباس اکرامی، مسعود برومند، حسین فکری و حسین سرودی یکی از ارکان اصلی به هم ریختگی تیم ملی فوتبال و در آستانه بازی‌های المپیک ۱۹۶۴ توکیو بود که اجازه حضور بازیکنان شاهین در تیم ملی را نداد و با همین اتفاق تیم ایران ضعیف و از پیش باخته به المپیک رفت. همچنین انحلال باشگاه شاهین ناشی از اختلاف دهداری با اکرامی بود و هنگامی که اتحاد در این باشگاه بخاطر اختلاف نظرهای مربوط به آماتوریزم و حرفه‌ای گری از هم پاشید و محبوب‌ترین تیم تاریخ فوتبال ایران از بین رفت باز هم او بود که در منازعات و درگیری‌های مربوط به پیکان و تأسیس پرسپولیس نیز نقش مهمی ایفا کرد.
پرویز دهداری در آستانه حضور ایران در جام آسیایی سال ۱۹۷۲ در بانکوک و سپس بازی‌های المپیک ۱۹۷۲ مونیخ مربیگری تیم ملی را بخاطردرگیری با مصطفی مکری رئیس فدراسیون وقت، محمد رنجبر کمک مربی و ناصر حجازی دروازه‌بان تیم در مقدماتی المپیک یکباره رها کرد و از بانکوک به تهران برگشت.

## اخلاق ورزشی
او از جمله کسانی بود که اخلاق را بر ورزش مقدم می‌دانست و همین خلق و خو بود که اهالی ورزش او را معلم اخلاق خطاب می‌کردند. بارها هدایا و جوایز دولتی را رد کرد و پیشکش‌هایی نظیر خانه و اتومبیل را نمی‌پذیرفت.
در بازی فوتبال ایران و نپال، پرویز دهداری مرتضی کرمانی مقدم را به دلیل دریبل زدن پیاپی و تحقیر بازیکن نپالی از زمین اخراج کرد. این در حالی بود که تیم ایران تمام تعویض‌های خود را انجام داده بود. پرویز دهداری کرمانی مقدم را بازخواست کرد و به او توضیح داد ممکن است آن بازیکن بخاطر حرکات تو نزد خانواده خود تحقیر شود.

## مرگ
پرویز دهداری در ۳ آذر ۱۳۷۱ به دلیل بیماری کلیوی درگذشت.

## آثار تولید شده در مورد پرویز دهداری
در سال‌های اخیر، پرداختن به زندگی پرویز دهداری مورد توجه قرار گرفت. مهم‌ترین فیلم در این زمینه مستند پرویز خان به کارگردانی سجاد ترابی بود که در ششمین جشنواره تلویزیونی مستند به نمایش درآمد.
هممچنین فیلم سینمایی پرویز خان به کارگردانی علی ثقفی گوشه‌ای از زندگی ایشان را به تصویر می‌کشد.